# 尼氏革鯻
尼氏革鯻（學名：Scortum neili）為鱸形目鱸亞目鯻科的其中一種，分布於大洋洲澳洲淡水水域，深度0-3公尺，體成紡錘型，側扁，體呈銀灰色，腹部白色，體上側具有1、2個黑斑，並有數十條淺色條紋，尾鰭截形，背鰭及尾鰭具黑色邊緣，背鰭硬棘8枚；背鰭軟條9-12枚；臀鰭硬棘3枚；臀鰭軟條7-9枚，體長可達24公分，成魚棲息在水質清澈，沙石底質的溪流的底中層水域，成魚會保護卵並搧動魚鰭提供足夠的氧，生活習性不明。

## 擴展閱讀
維基物種上的相關：尼氏革鯻